# Endesa Termic
Endesa Termic es una chimenea, perteneciente a la central térmica de Puentes de García Rodríguez, propiedad de Endesa, que mide 356 metros de altura. Fue construida en el año 1974.
Endesa Termic, se localiza en el municipio gallego de Puentes de García Rodríguez en la provincia de La Coruña, siendo la tercera estructura más alta de Europa, y la segunda más alta de España después de la Torreta de Guardamar en Guardamar del Segura (Alicante) con 370 metros de altura y construida en 1962.

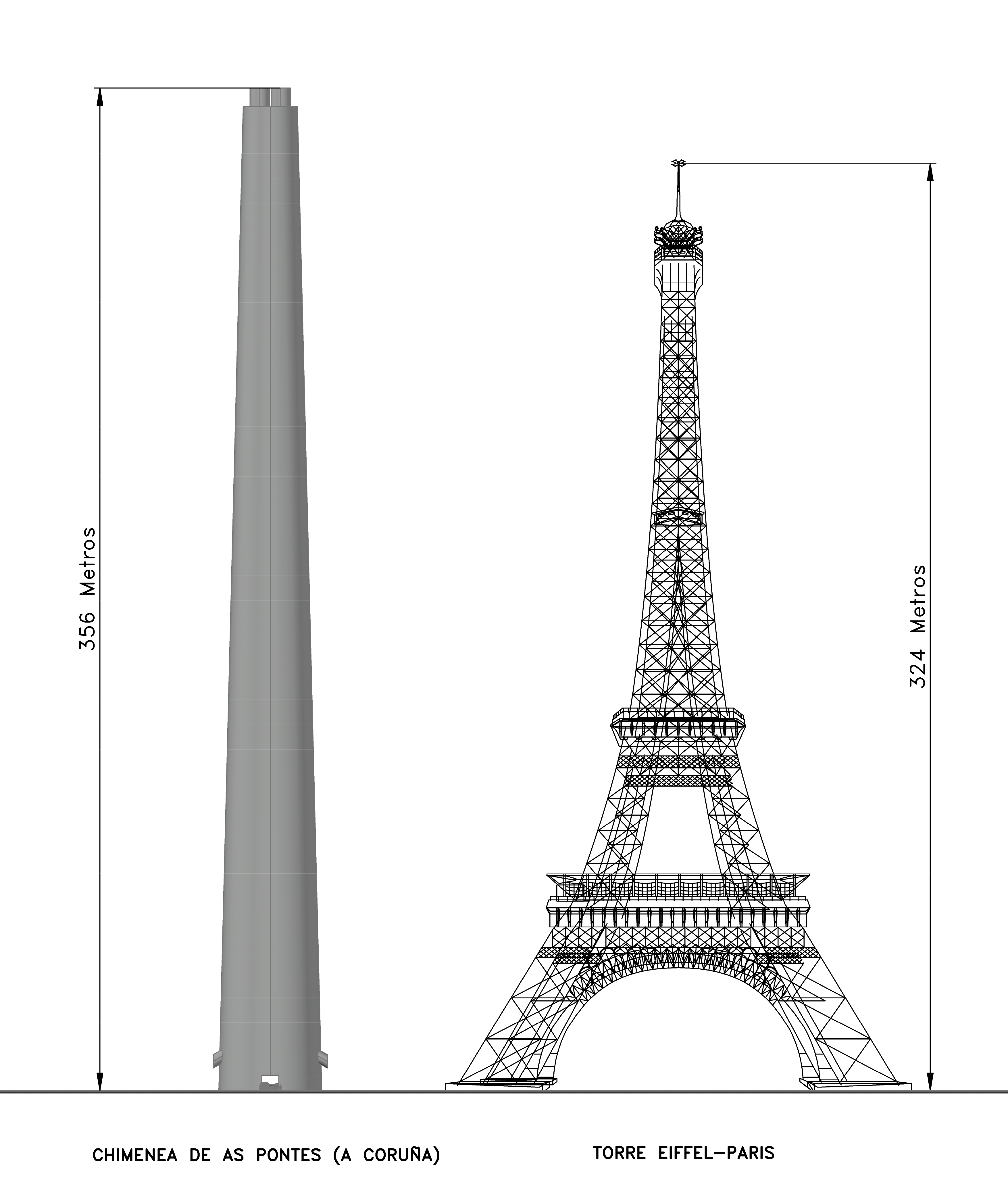
Chimenea de la central eléctrica de As Pontes comparada en altura con la torre Eiffel de París.